# 巴黎沙龍

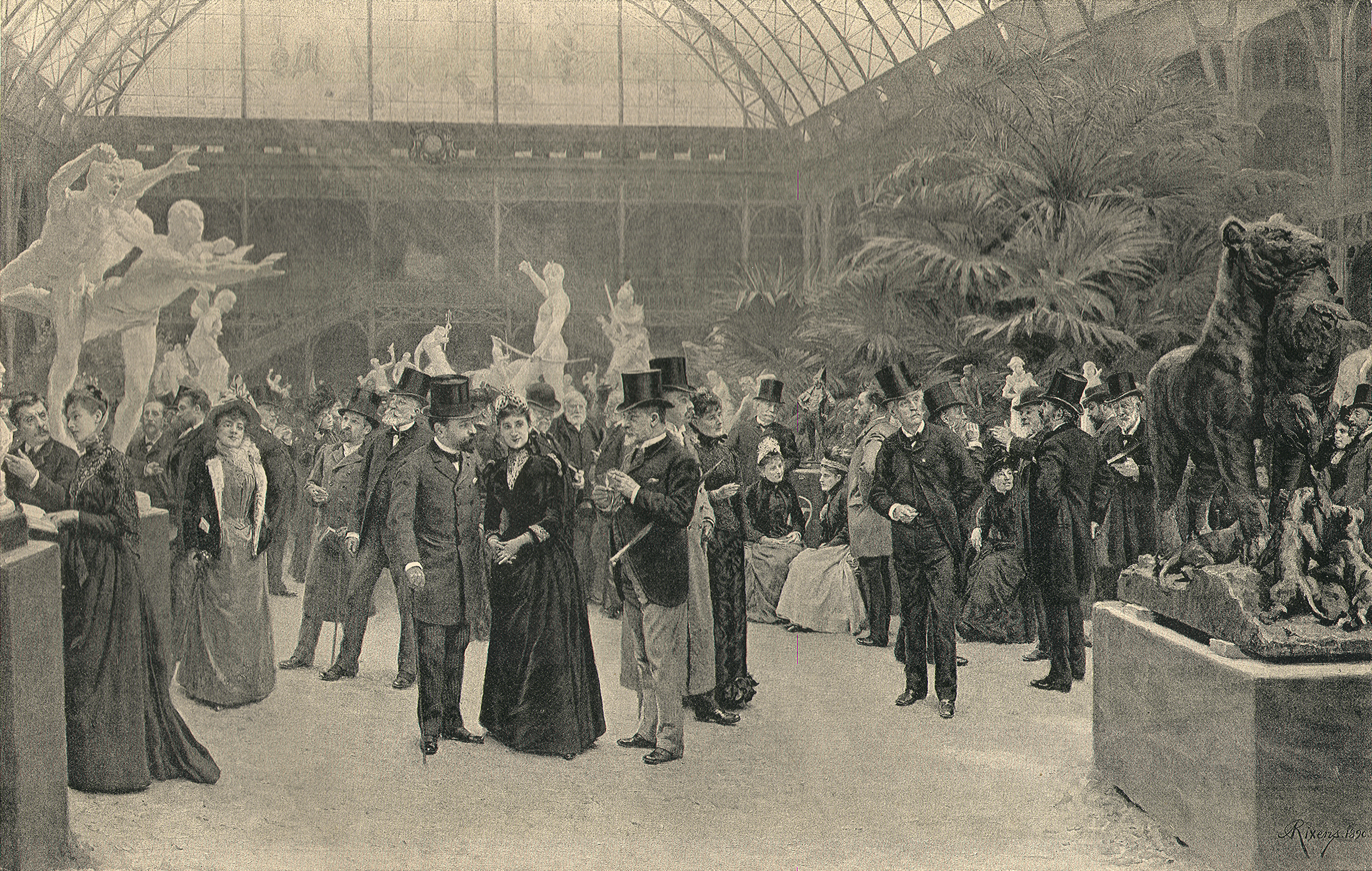
1890年參加沙龍的沙龍贊助人

巴黎沙龍（法語：Salon，偶爾作Salon de Paris）是1667年開始在法國巴黎法蘭西藝術院中舉辦的藝術展，建立者為法蘭西藝術院下屬的法國皇家繪畫暨雕刻學院，本來只是展出學院畢業生的作品。1725年在羅浮宮展出，1737年8月18日至9月5日再次在羅浮宮展出，這便是其首次公開展覽。它在1748年至1890年間是西方世界最大的藝術展，是学院艺术的重鎮。1881年法国政府停止赞助巴黎沙龙，改由法国艺术家协会组织。19世紀末到20世紀初隨著法国国家美术协会举办的国家沙龙（Nationale）、独立者沙龙和秋季沙龙的出现而衰微。